# DDX6
Probable ATP 의존성 RNA 헬리케이스 DDX6은 인간에서 DDX6 유전자에 의해 암호화되는 효소이다.
보존된 모티프 Asp-Glu-Ala-Asp (DEAD)를 특징으로 하는 DEAD 상자 단백질은 추정되는 RNA 헬리케이스다. 이들은 번역 개시, 핵 및 미토콘드리아 스플라이싱, 리보솜 및 스플라이스솜 조립과 같은 RNA 2차 구조의 변경을 포함하는 다수의 세포 과정에 연루되어 있다. 분포 패턴에 따라 이 과의 일부 구성원은 배아 발생, 정자 형성, 세포 생장 및 분열에 관여하는 것으로 여겨진다. 이 유전자는 DEAD 상자 단백질을 암호화한다. 그것은 세포 증식과 발암에 기여한다.